# Mennekes

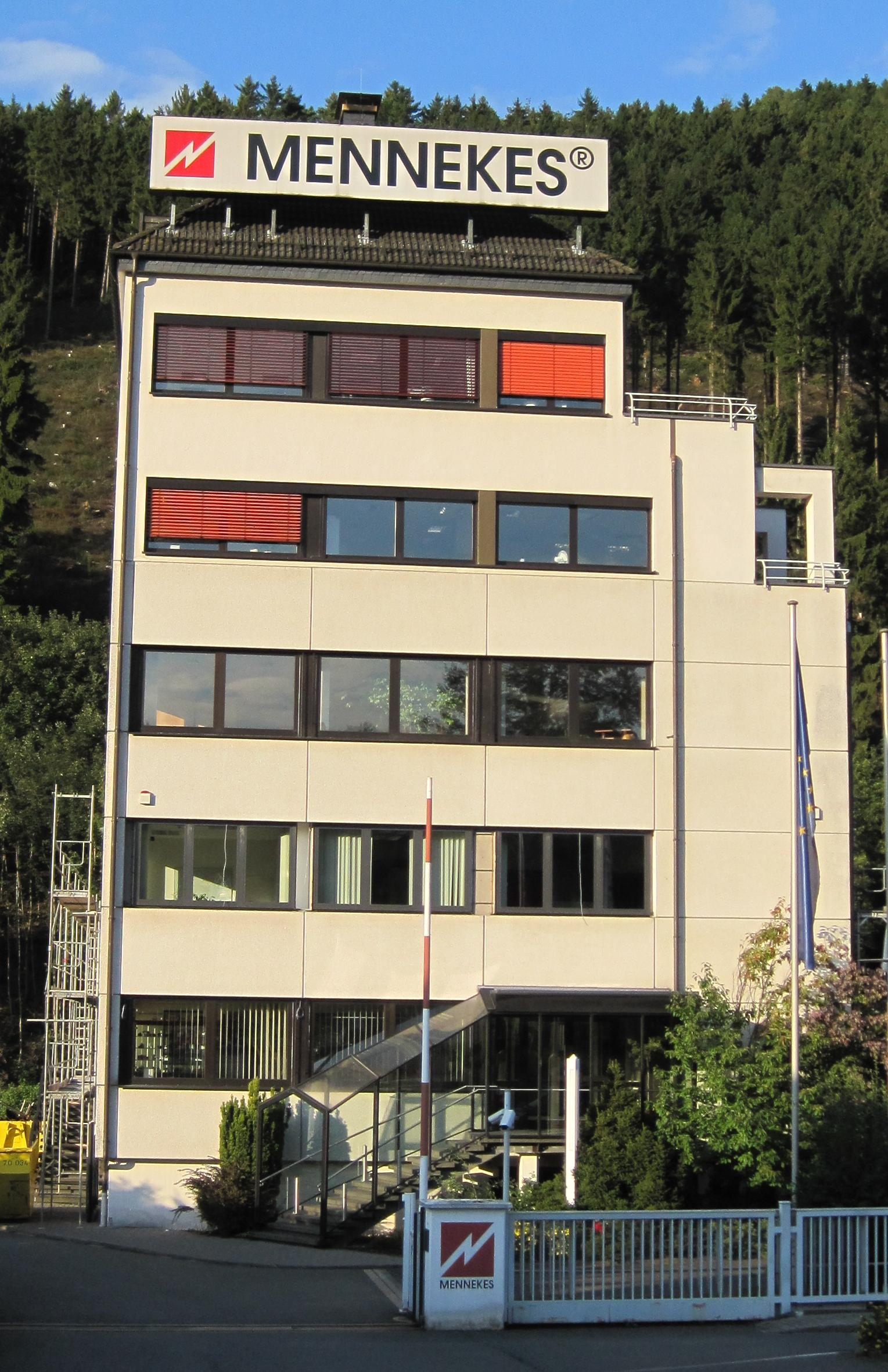
Sede de la compañía en 2010.

Mennekes Elektrotechnik GmbH & Co. KG es un fabricante principal de conectores y enchufes con sede en la región Kirchhundem/Sauerland y en Neudorf/Erzgebirge.
La compañía Mennekes se fundó en 1935, cuándo Aloys Mennekes recibió el certificado de electricista maestro sénior e instaló su propio negocio propio. Hoy Mennekes tiene más de 1000 empleados en todo el mundo y genera unos ingresos consolidados superiores a €130 millones. La compañía tiene su sede en Kirchhundem en el sur de Sauerland, con fábricas adicionales en Neudorf/Erzgebirge (comunidad Sehmatal) y Nanjing (China). Mennekes tiene 16 oficinas en Alemania, 80 oficinas en todo el mundo y un número de cooperaciones internacionales. El dueño y el director gestor actual es Walter Mennekes, quién es también miembro del tablero del Zentralverband Elektrotechnik- und Elektronikindustrie .
Las raíces del negocio de fabricación se hunden en la invención del "Glühauf" (un encendor montado en pared) manufacturado tras la guerra, que permitió abrir la primera fábrica en 1948. Poco después, en 1951, se añadía una fundición de aluminio, que hoy en día fabrica por encima de 11.000 productos diferentes- incluyendo todos los enchufes estandarizados y varias variantes industriales.

## Conector Mennekes

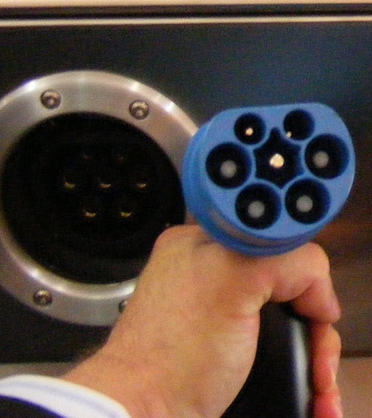
VDE-AR-E 2623-2-2

A pesar de ser un productor bien conocido en el sector industrial durante décadas, la empresa Mennekes se hizo más famosa para el público general por su conector de recarga de vehículo eléctrico desarrollado por Mennekes, con requerimientos de RWE y Daimler. Mennekes tuvo un fondo en el diseño de los acopladores de carga basados en el estándar IEC 60309 (enchufes CEEform) incluyendo variantes como el CEEplus integraban cables de señal adicionales. Durante las presentaciones iniciales en 2009, el conector nuevo ha sido conocido por el nombre de su creador y fabricante único como el enchuf de "diseño Mennekes". La especificación actual estuvo publicada formalmente por VDE en la publicación VDE-AR-E 2623-2-2. Dos años más tarde, la especificación fue adoptada por el IEC 62196 internacional como conector "Tipo 2", pero el apodo original se ha mantenido en las conversaciones informales. Cuando el término Conector Mennekes es ambiguo, la propia Mennekes utiliza el término la cobertura de prensa junto con una aclaración como "Tipo 2"
Con la introducción de los primeros coches eléctricos en el Reino Unido, eran inicialmente capaces de conectar a la red eléctrica utilizando un enchufe doméstico con 3 pines o una conexión "Tipo 1" cuando se estaba desarrollado en los EE. UU. como SAE J1772. La ACEA (organización de fabricantes de automóviles europeos) aun así estableció el conector "Tipo 2" que permite el acceso a la red eléctrica trifásica. El Departamento de Reino Unido para Transportes estuvo de acuerdo con la posición y la financiación de estaciones de recarga con conector Tipo 2 . Muchos fabricantes de puntos de recarga están empezando para incluir un enchufe "Tipo 2 Modo 3" (tipo Mennekes) además de un enchufe doméstico de 3 pines o pinchos en sus productos.